# Досбол би
Досбол би (каз. Досбол би, 199? г. — Актоган) — село в Чиилийском районе Кызылординской области Казахстана. Административный центр и единственный населённый пункт Актоганского сельского округа. Находится примерно в 11 км к северо-западу от районного центра, села Шиели. Код КАТО — 435234100.

## Население
В 1999 году население села составляло 1051 человек (556 мужчин и 495 женщин). По данным переписи 2009 года, в селе проживали 1094 человека (579 мужчин и 515 женщин).